# Joan Albert Amargós
Joan Albert Amargós i Altisent (Barcelona, 2 de agosto de 1950) es un compositor español, director de orquesta, concertista de piano y clarinete. Compone obras de cámara y sinfónicas y también música para cine, teatro, danza, música popular y televisión. Arreglista y orquestador, es uno de los músicos españoles actuales de mayor reputación.

## Trayectoria artística
Nieto del compositor Joan Altisent i Ceardi. Estudió música en el Conservatorio Superior de Música del Liceo (de cuyo Departamento de Jazz y Música Moderna es actualmente consejero artístico). Sus primeras obras datan de 1969. Fue fundador del grupo Música Urbana, con el que grabó dos discos.
En 1983 compone el Concert popular, estrenado al año siguiente en el Palacio de la Música Catalana por la Banda Municipal de Barcelona dirigida por Albert Argudo. En 1999 toca en el Teatro Monumental de Madrid el Concierto para clarinete y orquesta con la Orquesta de Radio Televisión Española, dirigida por Tamás Vásáry, y el clarinetista Isaac Rodríguez, previamente estrenado por Walter Boeykens y la Orquesta del Teatre Lliure. Su ópera de cámara Eurídice (Eurídice y los títeres de Caronte), para mezzosoprano y barítono acompañados de violín, violonchelo, contrabajo y bandoneón, y con libreto de Toni Rumbau, fue estrenada el 2 de julio de 2001 en el Convento de los Ángeles de Barcelona con Claudia Schneider y Cristina Zavalloni como mezzos y Marc Canturri y Enric Martínez-Castignani como barítonos. El propio Amargós dirigió para la ocasión a la Orquesta Barcelona 216, encargándose de la escenografía José Menchero, de la dirección escénica Luca Valentino y de la manipulación de los títeres el libretista, Toni Rumbau.
Por encargo de Richard Rimbert, clarinetista solista de la Orquesta de Burdeos, compone el Atlantic trio, para violín, clarinete y piano, que se estrena el 10 de mayo de 2003 en la escuela de música Guildhall School of Music and Drama de Londres con el violinista Stephane Rougier, el pianista Hervé N´Kaoua y Rimbert al clarinete.
En 2004 compone, nuevamente con texto de Toni Rumbau, L´Assemblea dels infants (Cantata per a nens), obra para coro de niños de entre ocho y doce años acompañado por una orquesta de cámara de nueve instrumentos (piano, percusión, trompeta, dos trompas, trombón, trombón bajo, violín y contrabajo). La obra fue estrenada en el Auditorio de Barcelona el 9 de mayo de 2005. En 2005 compone el Northern Concerto para flauta dulce y orquesta, que es nominado para un Premio Grammy y recibe el Premio de la Música como "Autor de Música Clásica". El 23 de enero de 2006 estrena en el Auditorio de Barcelona, con la Orquesta Nacional de Cámara de Andorra dirigida por Gerard Claret, La Pastoreta, obra basada en variaciones sobre la conocida melodía popular catalana homónima. El estreno es para una orquesta de cuerda con doce violines, seis violas, cuatro violonchelos y dos contrabajos, aunque también se puede interpretar con una orquesta menor.
En 2006 compone, por encargo de las pianistas Katia y Marielle Labèque, Las morillas que me enamoran y Variaciones sobre un zorongo, composiciones para piano a cuatro manos y contralto, que se estrenarán el 30 de marzo del año siguiente en el Teatro Comunale de Treviso (Italia). También en 2006 escribe otras tres composiciones dedicadas a las Hermanas Labèque: Las morillas de Jaén, Anda jaleo y Zorongo (las dos últimas para dos pianos y voz), y Jocs Florals, obra para coro de hombres solistas (cuatro tenores, cuatro barítonos y cuatro bajos) y órgano, estrenada el 19 de octubre en la iglesia de Santa María del Mar de Barcelona. En octubre de 2007 estrena en el Teatro Nacional de Cataluña, de nuevo con libreto de Toni Rumbau, la ópera El salón de Anubis. El 13 de abril de 2008 dirige en Barcelona el estreno de su Concierto para saxo alto y orquesta de cámara, con Albert Julià y la Orquesta de Cámara de Granollers.

## Colaboraciones en música popular
En el cine ha colaborado con los directores Bigas Luna, Jaime Camino y Gonzalo Herralde, entre otros. También ha trabajado para televisión y compuso la música de la clausura de los Juegos Olímpicos de Barcelona de 1992, para cuya ocasión dirigió a la Orquesta Ciudad de Barcelona.
Además de estos trabajos, y haciendo evidente su polivalencia artística, Amargós ha trabajado con músicos tan dispares como Alfredo Kraus, Quico Pi de la Serra, Plácido Domingo, Montserrat Caballé, Camarón de la Isla, Paco de Lucía, Víctor Manuel (Vivir para cantarlo), Joan Manuel Serrat (Serrat sinfónico e Hijo de la luz y de la sombra), Amancio Prada, Tomatito, Los Sabandeños, Mecano, José María Cano, Luz Casal, Cómplices, Ana Belén, Miguel Ríos, Toni Xuclà, Tontxu, José Menese, Vicente Amigo, Pasión Vega o Pedro Guerra. 
Con Miguel Poveda y Juan Gómez "Chicuelo" la colaboración se extiende a lo largo de varios proyectos comunes: en los discos Desglaç y en Cante y Orquestra, este último grabado en directo en el Festival de Peralada el 4 de agosto de 2007 y editado en 2009, en ese mismo año Amargós colabora como arreglista en el disco doble de copla Coplas del querer que se edita en junio de 2009 y por el que en 2010 obtiene el premio como Mejor Arreglista en los XIV Premios de la Música.
En 2009, Laura Simó y Pedro Ruy-Blas, dos de las voces más destacadas del jazz en español, se unen para el espectáculo "Sueño inmaterial" en el que repasan sus respectivos repertorios, con Carme Canela como invitada especial, acompañados por 33 músicos y dirigidos por Joan Albert Amargós, recorrerán escenarios de Madrid, Barcelona y Nueva York. El 20 de mayo cantan en el Teatro Español de Madrid, en el concierto del 15 de junio de 2009 en el Palau de la Música Catalana de Barcelona graban un CD y DVD en directo, y el 28 de junio cantan en el Zankel Hall del Carnegie Hall de Nueva York.
Para el Festival Porta Ferrada de Sant Feliu de Guíxols, Amargós dirige el espectáculo "Visions de la Mediterrània" en el que participan Joan Manuel Serrat, Maria del Mar Bonet, Miguel Poveda y Juan Gómez "Chicuelo", Noa, Gino Paoli, Franca Masu y Savina Yanatou. El concierto tiene lugar el 17 de julio de 2009.

## Galardones
Amargós ha recibido diversos galardones, como el primer premio en el segundo concurso de Jóvenes Compositores de Juventudes Musicales de Barcelona en el año 1980 con la Sonata per a flauta i piano en Mi, como el Primer Premio de Composición para Big Band de Jazz Contemporáneo (Madrid, 1988), el Premio al Mejor Disco del Año con Carles Benavent y el Premio Altaveu (1996), por la proyección internacional de su trayectoria musical. En 2002 fue galardonado con el Premio Nacional de Música de Cataluña,  concedido por la Generalidad de Cataluña "por la capacidad de síntesis entre los diversos lenguajes musicales demostrada especialmente en su producción compositiva del año 2001". Varios galardones en los Premios de la Música, como arreglista y autor de música clásica. En 2008 fue nominado a los Premios Grammy como mejor composición del año por su concierto para flauta de pico y orquesta dedicado y grabado por Michala Petri.

## Obra
La lista completa se puede consultar en la Associació Catalana de Compositors.

### Música de cámara
- Policromies (1969)
- 3 peces breus per a tres clarinets i clarinet baix (o fagot) (1969)
- 6 Cançons d'homenatge a Picasso (1971)
- Petit duet per a clarinet i fagot (1976)
- Le cheval de Malval (1976)
- Trio per a guitarra flauta i piano (1979)
- Sonata para flauta y piano (1979)
- Sonata per a 2 Flautes (1979)
- Sonata breve para vibráfono y piano (1979)
- Petit quartet (1979)
- Diàleg íntim (1979)
- Trio per a flauta clarinet i corn anglès (1980)
- Petita suite per a 4 flautes (1980)
- Vals bizarre (1981)
- Sonata para dos guitarras (1981)
- Música per a piano nº 1 (1981)
- Le Cheval de Malval (1981)
- Vals per a piano (1982)
- Pasacalle nocturno (1982)
- Homenatge a Frederic Mompou (1983)
- Concert popular (1983)
- Concert del Sud, para violín, violoncelo y orquesta de cámara (1986)
- Sevillanas (1988)
- Hasta siempre Jaco (1988)
- Cantata de Sant Just (1988)
- Sonata de primavera (1990)
- La nit (1992)
- Fosc blanc color (1992)
- Cinc cançons populars mallorquines (1992)
- Cantata de la terra (1993)
- Requiem (1994)
- Concierto para clarinete y orquesta, versión para orquesta de cámara (1995)
- Tango català (1996)
- Música per Arpa (1996)
- Tierra de nadie (1997)
- Flash Mompou (1997)
- Suite homenaje a García Lorca (1998)
- Canciones populares españolas (1998)
- 2 Escenas flamencas (1998)
- Planetàrium (2000)
- Pigmalió (2000)
- Música de cambra per a diversos instruments (2000)
- La campanada (2000)
- Homenatge a Picasso (2000)
- El duc Meu-meu (2000)
- Allegro Festivo (2000)
- 2 peces per a orquestra de cordes (2000)
- Atlantic trio (2002)
- En el aire (2002)
- Trio per a violí clarinet i piano (2004)
- Declaració (2005)
- Pax Haganum (Obertura per a la Pau) (2005)
- La Pastoreta. para orquesta de cuerda (2005)
- Las Morillas que me enamoran, para piano a cuatro manos y voz (2006)
- Capricho por bulerías (2006)
- Variaciones sobre un zorongo (2006)
- Las morillas de Jaén (2006)
- Anda jaleo, para dos pianos y voz (2006)
- Zorongo, para dos pianos y voz (2006)
- Jocs Florals, para coro de hombres solistas y órgano (2006)
- Aires españoles, para dos pianos y voz (2006)
- Simfonieta concertant (per a Cobla y 4 instruments) (2007)
- La niña bonita (2007)

### Música orquestal
- Variaciones para orquesta (1981)
- Concierto para clarinete y orquesta, versión para orquesta sinfónica (1995)
- Los Tarantos (ballet, 1985)
- Concierto para trombón bajo y orquesta (2000)
- Mil·lenarium, versión para orquesta sinfónica (2003)
- Northern Concerto, para flauta dulce y orquesta (2005)
- Concierto para saxo alto y orquesta de cámara (2008)

### Música para orquesta y coro
- Requiem flamenco (para Mario Maya, 1993)
- Cantata de la Terra (1992)
- Mil·lenarium, versión para coro mixto y orquesta sinfónica (2003)
- L´Assemblea dels infants (Cantata per a nens) (2004)

### Óperas
- Eurídice (Eurídice y los títeres de Caronte) (2001)
- El Salón de Anubis (2007)

### Música para teatro
- Pigmalión, con Dagoll Dagom
- Tierra de Nadie, con María Rovira (New York)
- La luna de Valencia, de Jaime Salom

### Música para cine
- La fiebre del oro, de Gonzalo Herralde (1993)
- La campanada, de Jaime Camino (1980)